# Antonio Gallardo
Antonio Gallardo (* 19. April 1989 in Guadalajara, Jalisco) ist ein ehemaliger mexikanischer Fußballspieler, der vorwiegend im Mittelfeld agierte.

## Laufbahn
Der aus dem Nachwuchsbereich seines Heimatvereins CD Guadalajara hervorgegangene Gallardo erhielt bei Chivas auch seinen ersten Profivertrag. Sein Debüt in der Primera División feierte er in einem am 19. Februar 2011 ausgetragenen Heimspiel gegen Pachuca, das 4:1 gewonnen wurde. Er nahm auch an den nächsten neun Spielen seiner Mannschaft teil und musste erst aufgrund einer Verletzung wieder pausieren.
Aufgrund seiner überzeugenden Leistungen wurde Gallardo in den Kader der mexikanischen U-23-Auswahlmannschaft berufen, die bei der Copa América 2011 antrat, kam dort allerdings nicht zum Einsatz.
Die Saison 2015/16 verbrachte Gallardo beim in der zweiten Liga spielenden Traditionsverein Necaxa, mit dem er die Clausura 2016 und das anschließende Gesamtsaisonfinale gegen den FC Juárez gewann, wodurch den Necaxistas nach fünfjähriger Abwesenheit die Rückkehr in die erste Liga gelang.

## Erfolge
- Mexikanischer Zweitligameister: Clausura 2016